# 스톤 오브 데스티니
《스톤 오브 데스티니》(영어: Stone of Destiny)는 2008년 찰스 마틴 스미스 감독의 모험 코미디 영화이다. 찰리 콕스, 빌리 보이드, 로버트 칼라일, 케이트 메라, 브렌다 프리커 등이 출연하였다.
이 영화는 1950년 성탄절에 스콘석을 훔친 실제 사건을 기반으로 만들어졌다. 이 돌은 전통적으로 스코틀랜드의 스콘 지역에서 왕위 계승에 주된 역할을 하였으나 1296년에 잉글랜드의 왕 에드워드 1세에 빼앗겨 웨스트민스터 사원으로 옮겨졌다. 그 뒤 1950년에 이 돌을 훔쳐서 스코틀랜드로 가져오는 이야기를 그리고 있다.

## 출연
- 찰리 콕스 - 이언 해밀턴 역
- 케이트 메라 - 케이 매서슨 역
- 로버트 칼라일 - 존 매코믹 역
- 빌리 보이드 - 빌 크레이그 역
- 스티븐 매콜 - 개빈 버넌 역
- 키어런 켈리 - 앨런 스튜어트 역
- 피터 멀런 - 해리스 해밀턴, 이언의 아버지 역
- 브렌다 프리커 - 매쿼리 부인 역
- 론 도너키 - 야간 경비원 역
- 랩 애플렉 - 집시 역

## 같이 보기
- 스콘석